# 國家橋

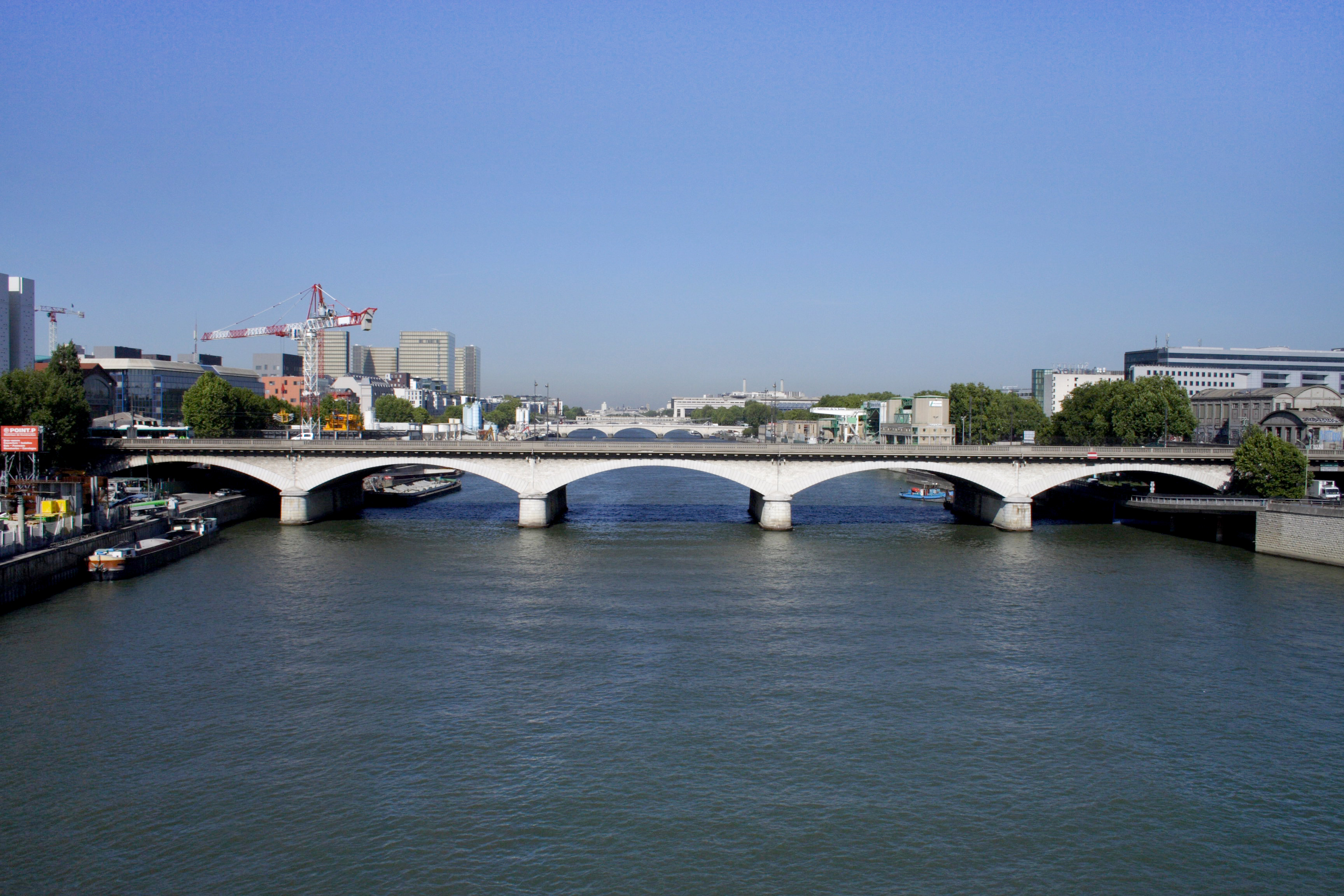
國家橋

國家橋（法語：Pont National）是位於法國首都巴黎塞納河上的一座橋樑。這座大橋由五個拱形組成，全長188.5米，和巴黎環城鐵路的路線平行。國家橋修建於1852年至1853年期間，當時是一座鐵路橋。在1870年之前，被稱為拿破崙三世橋。在1936年至1944年期間，橋樑進行了拓寬。